# Zelea

Mapa con algunas de las principales colonias griegas de la Propóntide. Zelea se ubicaba al sur de Cícico.

Zelea (en griego, Ζέλεια) era una antigua ciudad griega de Tróade, que es mencionada por Homero en el catálogo de los troyanos de la Ilíada donde se la ubica al pie del monte Ida, se dice que era bañada por el río Esepo y que formaba parte de los territorios gobernados por Pándaro.
Sus habitantes se llamaban zeleitas. 
Según un fragmento de Paléfato, en Zelea vivían los alazones, que anteriormente habían vivido en Álope.
Zelea fue perdonada por Alejandro Magno puesto que en la batalla de Gránico contra los persas, en el año 334 a. C., la ciudad había intervenido forzosamente a favor de estos últimos.
En tiempos de Estrabón, pertenecía a Cícico. El geógrafo dice que se encontraba a 190 estadios de la mencionada ciudad y a ochenta del mar.
Se localiza en la actual ciudad turca de Sariköy.